# Família de Coronis

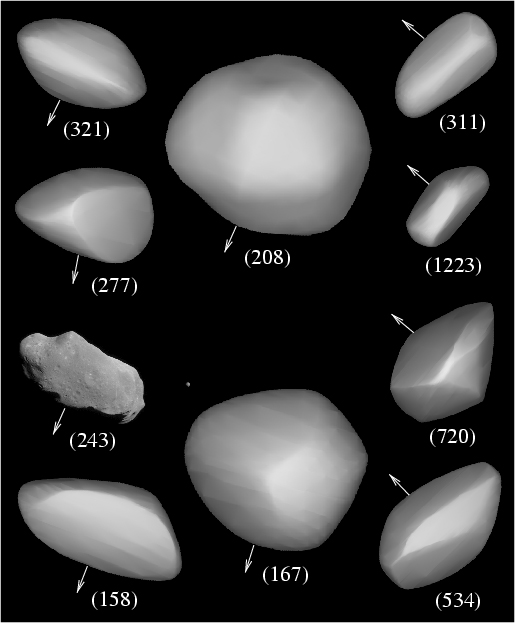
Compilació d'imatges generades per ordinador d'asteroides de la família Coronis. Fet per la NASA, veure [http://solarsystem.nasa.gov/scitech/display.cfm?ST_ID=21 Spins on Koronis asteroids

La família Coronis és una família d'asteroides del cinturó principal entre Mart i Júpiter. Es creu que es van formar almenys fa dos mil milions d'anys en una col·lisió catastròfica entre dos cossos principals. El més gran conegut fa uns 41 km de diàmetre. La família Coronis viatja en un clúster a la mateixa òrbita. El nombre estimat de membres d'aquesta família és de 5.601 asteroides, però només uns 20 tenen més de 20 km de diàmetre.
El 28 d'agost de 1993 la sonda Galileo va visitar un membre d'aquesta família, (243) Ida.
Alguns membres d'aquesta família són:
| Nom  | Nom        | Diàmetre mitjà | Semieix major | Inclinació orbital | Excentricitat orbital | Descobert |
| ---- | ---------- | -------------- | ------------- | ------------------ | --------------------- | --------- |
| 158  | Coronis    | 35,4 km        | 2,867 AU      | 1,00°              | 0,057                 | 1876      |
| 167  | Urda       | 39,9 km        | 2,855 AU      | 2,21°              | 0,035                 | 1876      |
| 208  | Lacrimosa  | 41,0 km        | 2,895 AU      | 1,751°             | 0,015                 | 1879      |
| 243  | Ida        | 31,3 km        | 2,861 AU      | 1,138°             | 0,046                 | 1884      |
| 263  | Dresda     | 23,0 km        | 2,886 AU      | 1,314°             | 0,079                 | 1886      |
| 227  | Elvira     | 27,0 km        | 2,887 AU      | 1,156°             | 0,089                 | 1888      |
| 311  | Claudia    | 24,0 km        | 2,897 AU      | 3,225°             | 0,008                 | 1891      |
| 321  | Florentina | 27,0 km        | 2,886 AU      | 2,594°             | 0,043                 | 1891      |
| 534  | Nassovia   | ?              | 2,884 AU      | 3,277°             | 0,057                 | 1904      |
| 720  | Bohlinia   | ?              | 2,888 AU      | 2,359°             | 0,014                 | 1911      |
| 1223 | Neckar     | ?              | 2,869 AU      | 2,550º             | 0,060                 | 1931      |
| 9908 | Aue        | ?              | 2,900 AU      | 2,680°             | 0,035                 | 1971      |